# Mistrzostwa Europy w Biathlonie 2006
Mistrzostwa Europy w Biathlonie 2006 odbyły się w niemieckiej miejscowości Langdorf-Arbersee, w dniach 28 lutego - 5 marca 2006 roku. Rozegrane zostały 4 konkurencje: bieg indywidualny, bieg sprinterski, bieg pościgowy i bieg sztafetowy. Wszystkie konkurencje zostały rozegrane dla mężczyzn i kobiet seniorów oraz juniorów. W sumie odbyło się 16 biegów.

## Wyniki Kobiet

### Bieg indywidualny – 15 km[1]
- Data: 28 lutego 2006

| Medal | Zawodnik           | Narodowość | Strzelanie | Wynik     | Strata   |
| ----- | ------------------ | ---------- | ---------- | --------- | -------- |
|       | Pawlina Filipowa   | Bułgaria   | 1+2+0+0    | 49:03,3   |          |
|       | Martina Halinárová | Słowacja   | 0+0+1+0    | 49:12,3   | +9,0     |
|       | Soňa Mihoková      | Słowacja   | 1+0+1+0    | 49:13,1   | +9,8     |
| ...   | ...                | ...        | ...        | ...       | ...      |
| 44.   | Magdalena Nykiel   | Polska     | 1+2+1+1    | 55:12,9   | +6:09,6  |
| 45.   | Agnieszka Grzybek  | Polska     | 2+0+0+1    | 55:17,2   | +6:13,9  |
| 60.   | Tiffany Tyrała     | Polska     | 1+1+3+2    | 1:00:20,2 | +11:16,9 |

### Bieg sprinterski – 7,5 km[2]
- Data: 2 marca 2006

| Medal | Zawodnik           | Narodowość | Strzelanie | Wynik   | Strata  |
| ----- | ------------------ | ---------- | ---------- | ------- | ------- |
|       | Nina Łemesz        | Ukraina    | 0+0        | 23:38,0 |         |
|       | Olga Anisimowa     | Rosja      | 0+0        | 23:38,5 | +0,5    |
|       | Ekaterina Dafowska | Bułgaria   | 0+2        | 23:55,7 | +17,7   |
| ...   | ...                | ...        | ...        | ...     | ...     |
| 38.   | Magdalena Nykiel   | Polska     | 1+2        | 25:57,6 | +2:19,6 |
| 40.   | Agnieszka Grzybek  | Polska     | 1+1        | 26:13,6 | +2:35,6 |
| 49.   | Tiffany Tyrała     | Polska     | 0+1        | 26:39,7 | +3:01,7 |

### Bieg pościgowy – 10 km[3]
- Data: 3 marca 2006

| Medal | Zawodnik          | Narodowość | Strzelanie | Wynik   | Strata  |
| ----- | ----------------- | ---------- | ---------- | ------- | ------- |
|       | Natalja Sokołowa  | Białoruś   | 1+0+1+0    | 32:49,5 |         |
|       | Olga Anisimowa    | Rosja      | 1+1+0+0    | 32:59,8 | +10,3   |
|       | Irina Malgina     | Rosja      | 1+0+0+1    | 33:09,3 | +19,8   |
| ...   | ...               | ...        | ...        | ...     | ...     |
| 32.   | Agnieszka Grzybek | Polska     | 1+2+1+2    | 38:26,9 | +5:37,4 |
| 40.   | Tiffany Tyrała    | Polska     | 1+2+1+3    | 41:34,1 | +8:44,6 |

### Bieg sztafetowy – 4 × 6 km[4]
- Data: 4 marca 2006

| Medal | Drużyna                                                                              | Strzelanie                              | Wynik      | Strata  |
| ----- | ------------------------------------------------------------------------------------ | --------------------------------------- | ---------- | ------- |
|       | Białoruś · Jekatierina Iwanowa · Olga Nazarowa · Ludmiła Anańka · Ołena Zubryłowa    | 0+4 1+5 0+1 1+3 0+3 0+0 0+0 0+2 0+0 0+0 | 1:15:43,76 |         |
|       | Bułgaria · Pawlina Filipowa · Irina Nikułczina · Nina Klenowska · Ekaterina Dafowska | 0+4 0+6 0+0 0+1 0+3 0+2 0+1 0+3 0+0 0+0 | 1:16:08,33 | +24,6   |
|       | Niemcy · Jenny Adler · Magdalena Neuner · Katja Beer · Sabrina Buchholz              | 0+5 0+5 0+2 0+0 0+2 0+2 0+0 0+3 0+1 0+0 | 1:16:22,21 | +38,5   |
| ...   | ...                                                                                  | ...                                     | ...        | ...     |
| 8.    | Polska · Krystyna Pałka · Magdalena Gwizdoń · Katarzyna Ponikwia · Magdalena Nykiel  | 1+6 0+2 0+1 0+0 1+3 0+1 0+1 0+0 0+1 0+1 | 1:19:17,98 | +3:34,2 |

## Wyniki Kobiet (juniorki)

### Bieg indywidualny – 12,5 km[5]
- Data: 28 lutego 2006

| Medal | Zawodnik                     | Narodowość | Strzelanie | Wynik   | Strata   |
| ----- | ---------------------------- | ---------- | ---------- | ------- | -------- |
|       | Pauline Macabies             | Francja    | 0+1+0+2    | 41:50,8 |          |
|       | Johanna Holma                | Szwecja    | 1+1+0+2    | 42:34,8 | +44,0    |
|       | Ludmyła Żyber                | Ukraina    | 0+2+0+0    | 43:10,7 | +1:19,9  |
| ...   | ...                          | ...        | ...        | ...     | ...      |
| 30.   | Weronika Nowakowska-Ziemniak | Polska     | 3+1+2+1    | 49:46,2 | +7:55,4  |
| 46.   | Karolina Pitoń               | Polska     | 1+1+2+2    | 53:06,4 | +11:15,6 |
| 48.   | Marta Koza                   | Polska     | 3+1+0+1    | 53:28,8 | +11:38,0 |
| 59.   | Kamila Czerniak              | Polska     | 4+3+4+4    | 59:31,1 | +17:40,3 |

### Bieg sprinterski – 7,5 km[6]
- Data: 2 marca 2006

| Medal | Zawodnik                     | Narodowość | Strzelanie | Wynik   | Strata  |
| ----- | ---------------------------- | ---------- | ---------- | ------- | ------- |
|       | Wałentyna Semerenko          | Ukraina    | 0+1        | 24:42,4 |         |
|       | Pauline Macabies             | Francja    | 1+0        | 24:48,3 | +5,9    |
|       | Johanna Holma                | Szwecja    | 2+0        | 24:48,9 | +6,5    |
| ...   | ...                          | ...        | ...        | ...     | ...     |
| 26.   | Weronika Nowakowska-Ziemniak | Polska     | 1+2        | 27:01,2 | +2:18,8 |
| 45.   | Kamila Czerniak              | Polska     | 4+2        | 29:44,8 | +5:02,4 |
| =49.  | Karolina Pitoń               | Polska     | 3+1        | 30:03,7 | +5:21,3 |
| 58.   | Marta Koza                   | Polska     | 2+2        | 31:13,9 | +6:31,5 |

### Bieg pościgowy – 10 km[7]
- Data: 3 marca 2006

| Medal | Zawodnik                     | Narodowość | Strzelanie | Wynik   | Strata   |
| ----- | ---------------------------- | ---------- | ---------- | ------- | -------- |
|       | Mari Laukkanen               | Finlandia  | 1+0+0+0    | 35:58,8 |          |
|       | Wałentyna Semerenko          | Ukraina    | 2+0+2+0    | 36:26,5 | +27,7    |
|       | Pauline Macabies             | Francja    | 0+1+0+3    | 36:39,1 | +40,3    |
| ...   | ...                          | ...        | ...        | ...     | ...      |
| 27.   | Weronika Nowakowska-Ziemniak | Polska     | 3+1+3+3    | 43:42,2 | +7:43,4  |
| 37.   | Karolina Pitoń               | Polska     | 0+1+2+2    | 46:16,7 | +10:17,9 |
| 39.   | Kamila Czerniak              | Polska     | 1+2+2+3    | 46:49,9 | +10:51,1 |
| 46.   | Marta Koza                   | Polska     | 1+1+1+3    | 50:24,1 | +14:25,3 |

### Bieg sztafetowy – 3 × 6 km[8]
- Data: 4 marca 2006

| Medal | Drużyna                                                                  | Strzelanie                      | Wynik      | Strata  |
| ----- | ------------------------------------------------------------------------ | ------------------------------- | ---------- | ------- |
|       | Niemcy · Tina Bachmann · Susann König · Carolin Hennecke                 | 0+3 0+1 0+2 0+0 0+0 0+1 0+1 0+0 | 59:16,16   |         |
|       | Rosja · Tatjana Ziewachina · Anna Kunajewa · Jekatierina Szumiłowa       | 0+3 0+3 0+3 0+1 0+0 0+0 0+0 0+2 | 59:46,49   | +30,3   |
|       | Francja · Marion Blondeau · Marie Dorin · Pauline Macabies               | 0+0 0+4 0+0 0+3 0+0 0+1 0+0 0+0 | 1:00:28,87 | +1:12,7 |
| ...   | ...                                                                      | ...                             | ...        | ...     |
| 9.    | Polska · Weronika Nowakowska-Ziemniak · Kamila Czerniak · Karolina Pitoń | 0+3 1+8 0+1 1+3 0+1 0+3 0+1 0+2 | 1:06:31,88 | +7:15,7 |

## Wyniki Mężczyzn

### Bieg indywidualny – 20 km[9]
- Data: 28 lutego 2006

| Medal | Zawodnik          | Narodowość | Strzelanie | Wynik     | Strata   |
| ----- | ----------------- | ---------- | ---------- | --------- | -------- |
|       | Alexander Os      | Norwegia   | 1+1+0+0    | 52:18,0   |          |
|       | Lois Habert       | Francja    | 0+0+0+1    | 52:40,4   | +22,4    |
|       | Władimir Draczew  | Białoruś   | 1+0+0+0    | 52:42,2   | +24,2    |
| ...   | ...               | ...        | ...        | ...       | ...      |
| 40.   | Wiesław Ziemianin | Polska     | 2+0+1+3    | 59:00,8   | +6:42,8  |
| 51.   | Grzegorz Bodziana | Polska     | 2+1+0+3    | 1:01:04,4 | +8:46,4  |
| 54.   | Paweł Lasek       | Polska     | 2+1+0+0    | 1:01:51,5 | +9:33,5  |
| 58.   | Stanisław Kępka   | Polska     | 1+1+2+1    | 1:02:27,3 | +10:09,3 |

### Bieg sprinterski – 10 km[10]
- Data: 2 marca 2006

| Medal | Zawodnik          | Narodowość | Strzelanie | Wynik   | Strata  |
| ----- | ----------------- | ---------- | ---------- | ------- | ------- |
|       | Jaroslav Soukup   | Czechy     | 0+0        | 28:42,5 |         |
|       | Siergiej Nowikow  | Białoruś   | 0+1        | 28:44,0 | +1,5    |
|       | Carsten Pump      | Niemcy     | 1+1        | 28:56,1 | +13,6   |
| ...   | ...               | ...        | ...        | ...     | ...     |
| 22.   | Wiesław Ziemianin | Polska     | 1+0        | 29:58,2 | +1:15,7 |
| 35.   | Grzegorz Bodziana | Polska     | 0+1        | 30:28,6 | +1:46,1 |
| 64.   | Paweł Lasek       | Polska     | 0+0        | 32:37,0 | +3:54,5 |

### Bieg pościgowy – 12,5 km[11]
- Data: 3 marca 2006

| Medal | Zawodnik           | Narodowość | Strzelanie | Wynik   | Strata  |
| ----- | ------------------ | ---------- | ---------- | ------- | ------- |
|       | Siergiej Nowikow   | Białoruś   | 0+0+0+1    | 35:21,3 |         |
|       | Edgars Piksons     | Łotwa      | 0+0+0+0    | 35:36,6 | +15,3   |
|       | Wjaczesław Derkacz | Ukraina    | 0+0+1+1    | 35:38,2 | +16,9   |
| ...   | ...                | ...        | ...        | ...     | ...     |
| 22.   | Wiesław Ziemianin  | Polska     | 0+3+1+0    | 38:32,7 | +3:11,4 |
| 49.   | Grzegorz Bodziana  | Polska     | 1+0+5+1    | 41:51,6 | +6:30,3 |

### Bieg sztafetowy – 4 × 7,5 km[12]
- Data: 5 marca 2006

| Medal | Drużyna                                                                                | Strzelanie                              | Wynik      | Strata  |
| ----- | -------------------------------------------------------------------------------------- | --------------------------------------- | ---------- | ------- |
|       | Białoruś · Siergiej Nowikow · Władimir Draczew · Rustam Waliullin · Oleg Ryżenkow      | 0+0 1+6 0+0 0+0 0+0 0+3 0+0 1+3         | 1:23:21,88 |         |
|       | Ukraina · Wjaczesław Derkacz · Ołeksandr Biłanenko · Andrij Deryzemla · Rusłan Łysenko | 0+7 0+9 0+1 0+1 0+3 0+2 0+1 0+3 0+2 0+3 | 1:23:57,82 | +36,0   |
|       | Norwegia · Haakon Andersen · Alexander Os · Hans Martin Gjedrem · Jon Kristian Svaland | 0+5 1+8 0+2 0+1 0+2 1+3 0+0 0+3 0+1 0+1 | 1:24:00,18 | +38,3   |
| ...   | ...                                                                                    | ...                                     | ...        | ...     |
| 14.   | Polska · Stanisław Kępka · Grzegorz Bodziana · Paweł Lasek · Krzysztof Pływaczyk       | 0+1 0+8 0+0 0+1 0+0 0+2 0+0 0+3 0+1 0+2 | 1:32:31,14 | +9:09,3 |

## Wyniki Mężczyzn (juniorzy)

### Bieg indywidualny – 15 km[13]
- Data: 28 lutego 2006

| Medal | Zawodnik        | Narodowość | Strzelanie | Wynik   | Strata  |
| ----- | --------------- | ---------- | ---------- | ------- | ------- |
|       | Pawieł Borisow  | Rosja      | 0+0+0+0    | 43:10,4 |         |
|       | Daniel Böhm     | Niemcy     | 0+1+0+2    | 44:42,6 | +1:32,2 |
|       | Wiktor Wasiljew | Rosja      | 1+1+0+0    | 45:20,6 | +2:10,2 |
| ...   | ...             | ...        | ...        | ...     | ...     |
| 27.   | Marek Bujak     | Polska     | 0+0+1+0    | 49:24,1 | +6:13,7 |
| 30.   | Mirosław Kobus  | Polska     | 2+1+1+1    | 50:02,5 | +6:52,1 |
| 39.   | Sebastian Witek | Polska     | 1+1+0+3    | 50:55,4 | +7:45,0 |
| 45.   | Adam Kwak       | Polska     | 2+1+3+1    | 51:38,9 | +8:28,5 |

### Bieg sprinterski – 10 km[14]
- Data: 2 marca 2006

| Medal | Zawodnik          | Narodowość | Strzelanie | Wynik   | Strata  |
| ----- | ----------------- | ---------- | ---------- | ------- | ------- |
|       | Władimir Siemakow | Rosja      | 1+0        | 29:56,6 |         |
|       | Vincent Jay       | Francja    | 2+0        | 29:56,8 | +0,2    |
|       | Klemen Bauer      | Słowenia   | 2+1        | 30:04,7 | +8,1    |
| ...   | ...               | ...        | ...        | ...     | ...     |
| 26.   | Sebastian Witek   | Polska     | 1+0        | 32:44,5 | +2:47,9 |
| 36.   | Łukasz Szczurek   | Polska     | 1+1        | 33:03,5 | +3:06,9 |
| 45.   | Adam Kwak         | Polska     | 3+2        | 33:54,9 | +3:58,3 |
| 52.   | Mirosław Kobus    | Polska     | 3+2        | 34:29,3 | +4:32,7 |

### Bieg pościgowy – 12,5 km[15]
- Data: 3 marca 2006

| Medal | Zawodnik          | Narodowość | Strzelanie | Wynik   | Strata  |
| ----- | ----------------- | ---------- | ---------- | ------- | ------- |
|       | Władimir Siemakow | Rosja      | 1+0+1+1    | 38:02,9 |         |
|       | Klemen Bauer      | Słowenia   | 3+0+1+3    | 38:38,3 | +35,4   |
|       | Vincent Jay       | Francja    | 3+2+1+1    | 38:56,9 | +54,0   |
| ...   | ...               | ...        | ...        | ...     | ...     |
| 35.   | Sebastian Witek   | Polska     | 1+1+1+1    | 44:44,9 | +6:42,0 |
| 37.   | Łukasz Szczurek   | Polska     | 4+2+2+0    | 45:15,6 | +7:12,7 |
| 40.   | Mirosław Kobus    | Polska     | 2+1+1+1    | 45:47,9 | +7:45,0 |
| 43.   | Adam Kwak         | Polska     | 4+4+1+2    | 47:18,5 | +9:15,6 |

### Bieg sztafetowy – 4 × 7,5 km[16]
- Data: 5 marca 2006

| Medal | Drużyna                                                                           | Strzelanie                              | Wynik      | Strata   |
| ----- | --------------------------------------------------------------------------------- | --------------------------------------- | ---------- | -------- |
|       | Rosja · Pawieł Borisow · Władimir Siemakow · Wiktor Wasiljew · Jewgienij Ustiugow | 0+3 0+2 0+1 0+1 0+1 0+0 0+1 0+1 0+0 0+0 | 1:25:47,41 |          |
|       | Niemcy · Norman Jahn · Daniel Böhm · Sebastian Berthold · Christoph Stephan       | 0+7 1+8 0+3 0+3 0+0 1+3 0+3 0+0 0+1 0+2 | 1:27:41,88 | +1:54,4  |
|       | Francja · Alexis Bouef · Arnaud Langel · Jean-Guillaume Béatrix · Vincent Jay     | 2+7 0+3 0+1 0+1 0+0 0+1 0+3 0+1 2+3 0+0 | 1:28:11,02 | +2:23,6  |
| ...   | ...                                                                               | ...                                     | ...        | ...      |
| 11.   | Polska · Marek Bujak · Łukasz Szczurek · Mirosław Kobus · Sebastian Witek         | 3+5 0+7 0+0 0+2 3+3 0+3 0+0 0+0 0+2 0+2 | 1:35:58,22 | +10:10,8 |

## Tabela medalowa
| Miejsce | Państwo   |   |   |   | Razem |
| ------- | --------- | - | - | - | ----- |
| 1.      | Rosja     | 4 | 3 | 2 | 9     |
| 2.      | Białoruś  | 4 | 1 | 1 | 6     |
| 3.      | Ukraina   | 2 | 2 | 2 | 6     |
| 4.      | Francja   | 1 | 3 | 4 | 8     |
| 5.      | Niemcy    | 1 | 2 | 2 | 5     |
| 6.      | Bułgaria  | 1 | 1 | 1 | 3     |
| 7.      | Norwegia  | 1 |   | 1 | 2     |
| =8.     | Czechy    | 1 |   |   | 1     |
| =8.     | Finlandia | 1 |   |   | 1     |
| 10.     | Słowacja  |   | 2 | 2 | 4     |
| 11.     | Szwecja   |   | 1 | 1 | 2     |
| 12.     | Łotwa     |   | 1 |   | 1     |